# Iglesia de San Juan Bautista (Coín)
La iglesia de San Juan Bautista, en Coín (provincia de Málaga, España), fue mandada construir por cédula de doña Juana en 1489 y responde al esquema de planta basilical. Cuenta con tres naves separadas por arcos, en origen apuntados, que tras la reforma del siglo XVIII se transformaron en medio punto, los cuales descansan sobre gruesas columnas de piedra de fuste liso con capiteles híbridos de sabor mudéjar. La nave central, más ancha y alta, se cubre con bóveda de cañón ocultando la armadura mudéjar primitiva. Las laterales, de menor altura, se comunican en sus cabeceras con el presbiterio por dos arcos de menores dimensiones. Estas naves presentan las cubiertas de forma arquitrabada, excepto las dos capillas de la cabecera cuyas plantas cuadradas se cubren con bóvedas de aristas. 
Tanto las cubiertas como el intradós de los arcos se encuentran decorados con yeserías policromas. El coro, situado a los pies, está sostenido por dos arcos de medio punto entre machones y semicolumnas. El presbiterio es un ámbito cuadrangular, elevado sobre gradas, cubierto por un rico alfarje sobre trompas de artesas romboidales con los perfiles profusamente policromados. El arco triunfal presenta, en el intradós y en las enjutas, decoración de yeserías con rocallas y hojarascas que se extienden por las pilastras. Esta decoración se aplica con exuberancia también en los muros laterales de la capilla mayor, sobre los arcos que comunican con las laterales y sobre todo en la zona superior que se dispone alrededor de los óculos, mediante placas recortadas que se rematan en toscos querubines de cierto sabor colonial. Al pie del presbiterio se alza un púlpito de mármol jaspeado con el escudo del obispo Eulate y Santa Cruz, bajo cuyo patrocinio se realizó a mediados del siglo XVIII.

## Retablo mayor

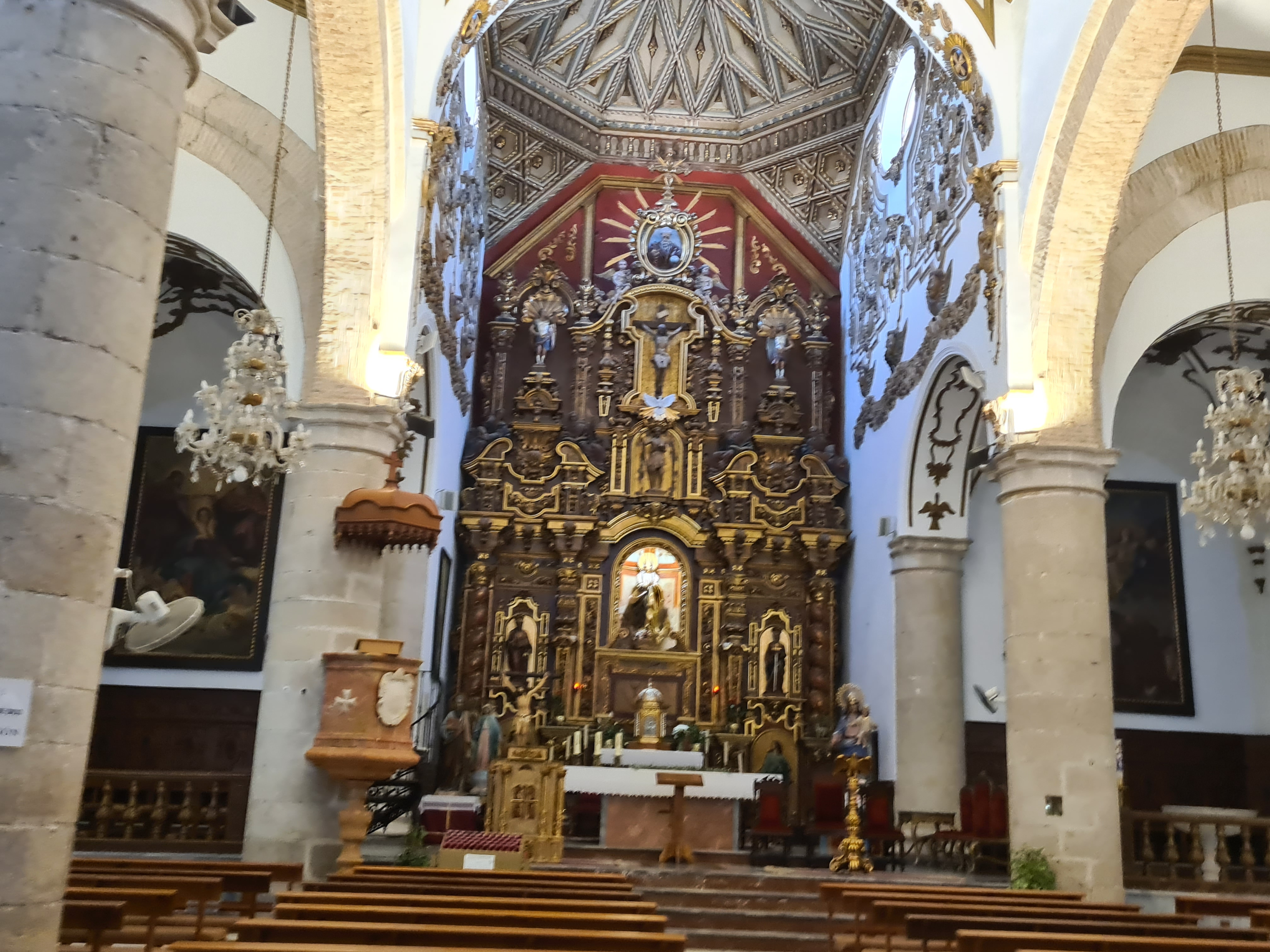
Retablo Mayor

El retablo mayor, que ocupa todo el testero del presbiterio, fue realizado por Pedro Pérez Hidalgo entre 1943-1947, según el estilo neobarroco a imitación de otro desaparecido que databa del siglo XVIII. Está estructurado por banco, tres cuerpos y ático. En el banco se encuentran representadas en bajorrelieves las Virtudes de la Fe y la Esperanza. El primer cuerpo, de tres calles con columnas salomónicas en los extremos y estípites en las entrecalles, contiene las imágenes de San Pedro y San Pablo en los laterales y en la calle central, en una hornacina, una imagen de la Inmaculada. En los laterales del segundo cuerpo y sobre un frontón partido, descansan los cuatro Evangelistas (San Juan, San Lucas, San Marcos y San Mateo), y en la calle central, la imagen de San Juan Bautista. En el tercer cuerpo, situados sobre repisas en las calles laterales, se encuentran las imágenes de dos ángeles con trompetas y en el centro un Crucificado. En el ático, preside todo el conjunto un relieve del Padre Eterno con mandorla y ráfagas.

## Capilla

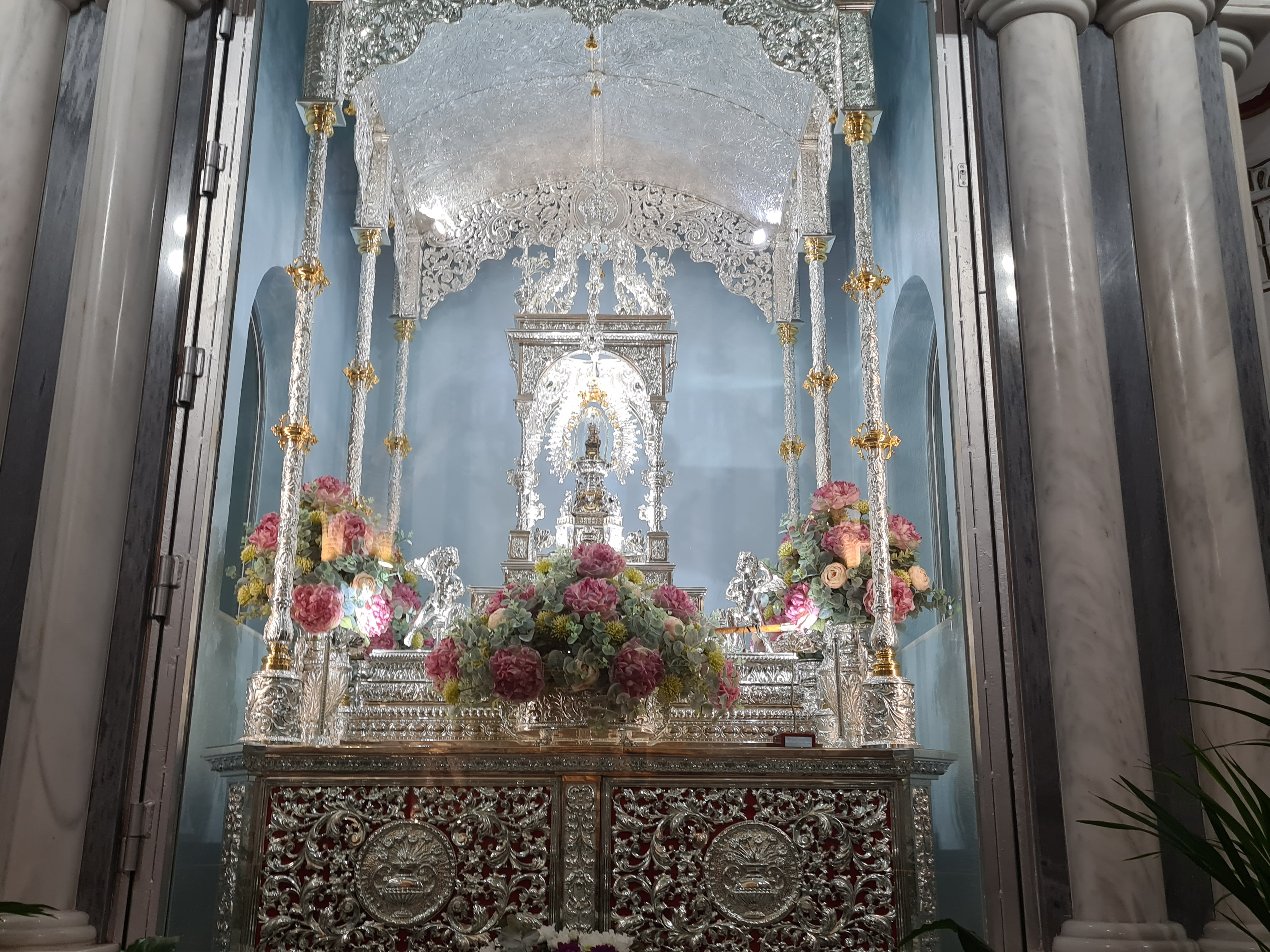
Nuestra Señora de la Fuensanta

En el cuarto tramo de la nave del Evangelio se abre una capilla de planta cuadrada, correspondiente a la mitad del siglo XVIII, cubierta con bóveda semiesférica sobre pechinas decorada con amplias placas recortadas de yeserías entremezcladas con rica decoración barroca de hojarascas y rocallas. Contiene un retablo moderno de mármol gris y blanco que acoge a la patrona del pueblo durante sus meses de permanencia en la parroquia, la Virgen de la Fuensanta, imagen del siglo XV. En esta misma nave, en el testero de los pies, se encuentra la Virgen de los Dolores, imagen de vestir anónima del setecientos y, a continuación, un retablo reciente con la imagen del Cristo del Perdón y de la Veracruz de Castillo Lastrucci, realizado en 1937.

## Capilla bautismal
En el cuarto tramo de la nave de la Epístola se ubica la capilla bautismal, de planta cuadrangular cubierta con bóveda oval apoyada sobre pechinas, construida por el arquitecto Felipe Pérez en mayo de 1775. Contiene una pila bautismal de mármol realizada en el siglo XVIII según el estilo barroco. En la misma nave se localiza la imagen de la Virgen de los Ángeles, advocación procedente del antiguo convento de los Trinitarios de Coín, cuyos rasgos estilísticos son del siglo XVI aunque muy desvirtuados debido a una mala restauración de mediados del siglo XX. En el segundo tramo se encuentra un retablo moderno del Sagrado Corazón de Jesús y, en el primero, la capilla de Nuestro Padre Jesús Nazareno.

## Exterior
Al exterior la imagen del templo sobresale por la amplitud de sus formas y la carencia de decoración. Su ubicación hizo que se levantase sobre un plano inclinado, con la particularidad de los distintos desniveles que determinan las tres entradas, la principal a los pies y las otras dos hacia la mitad de las naves laterales, utilizándose imponentes escalinatas de dobles mesetas. Fueron realizadas en 1783 y le otorgan una nota característica del barroco por la grandeza de sus formas.

## Portadas

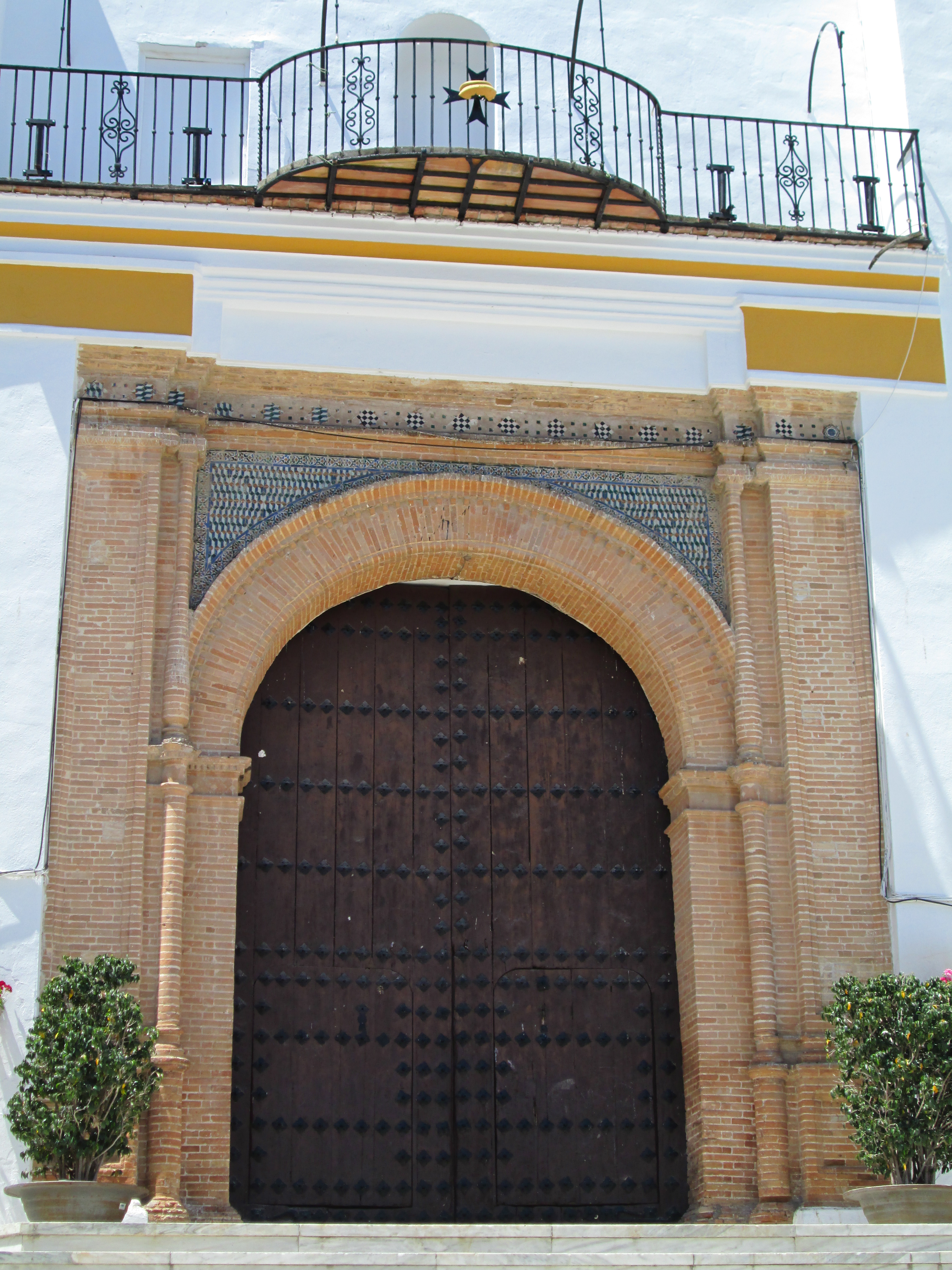
Portada principal.

La portada principal, a la que se accede a través de una escalinata, es de estilo mudéjar-renacentista y está realizada mediante arco de medio punto de ladrillo, con azulejería en las enjutas, enmarcado por pilastras con finas columnas abalaustradas de orden jónico adosadas, también de ladrillo. Se corona con un balcón de fino balaustre de hierro forjado situado entre grandes contrafuertes rematados por pináculos, que le confiere un cierto aire civil y sobre el que se sitúa un gran óculo moldurado de ladrillo.

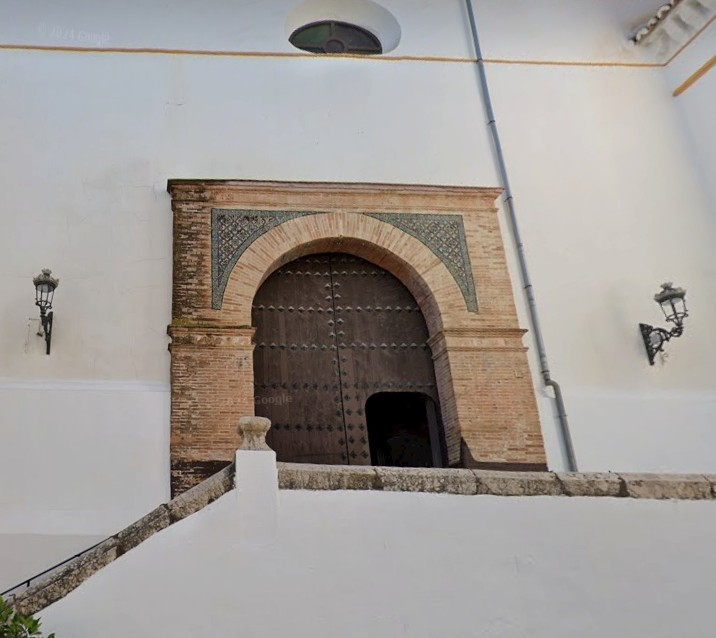
Portada Nave de la Epístola

La portada lateral derecha, a la que se accede mediante escalinata, presenta arco de entrada de medio punto apoyado sobre amplias pilastras y, aunque más sencilla, contiene los mismos elementos mudéjares que la portada principal, como el empleo del ladrillo y el alicatado en las impostas.

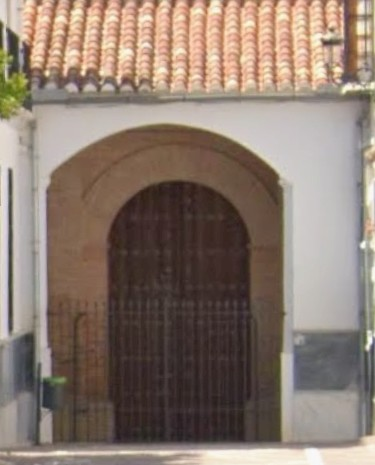
Portada nave del Evangelio

La portada de la nave del Evangelio, la única que está al nivel de la calle, está formada por un arco rebajado que apoya en finas pilastrillas y se cubre por pequeño tejado. La decoración de estilo mudéjar se reduce a una greca superior de entrelazo.

## Torre

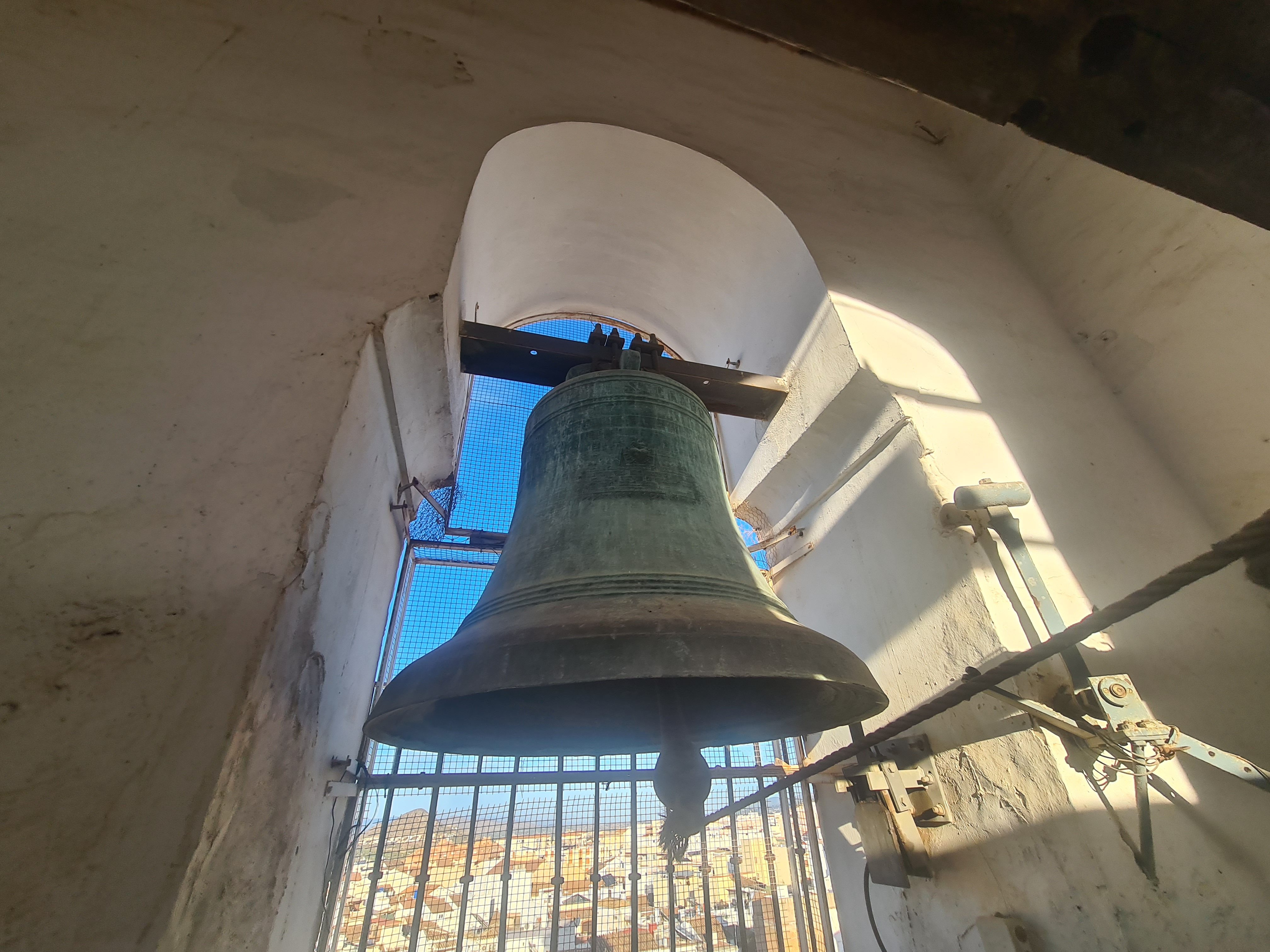
Campana Sagrado Corazón de Jesús (También conocida como La María o La Gorda)

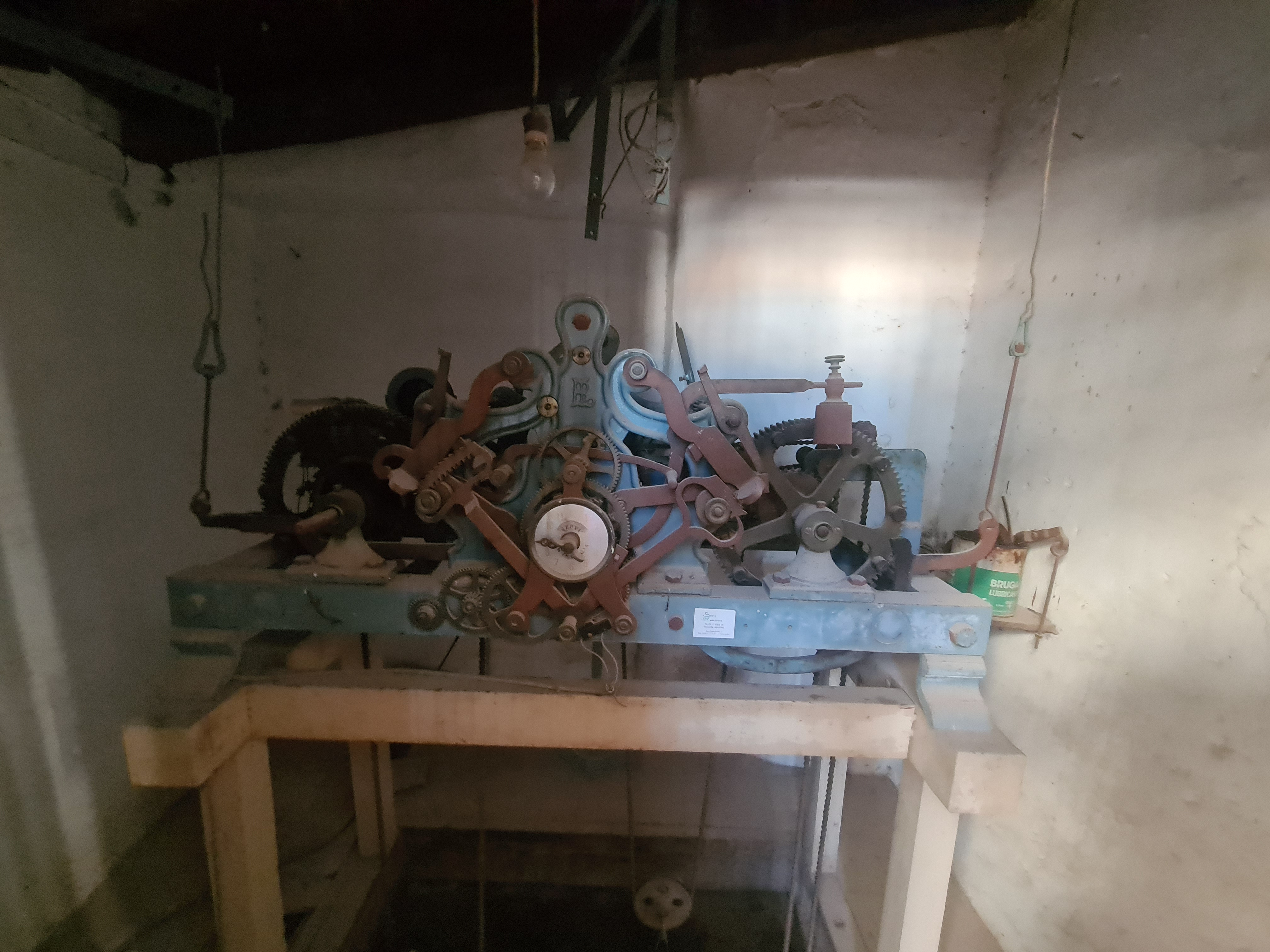
Maquinaria del Reloj

La torre, situada a los pies en el lado de la Epístola, es de planta cuadrada y se eleva sobre una primitiva torre de la muralla de la ciudad, de la cual aún se conserva restos de un Matacán. Se compone de tres cuerpos separados por la línea de imposta, totalmente macizo el inferior, con pequeñas ventanas el segundo y con vanos de medio punto cerrados por balaustres de hierro en el campanario, en el cual se encuentra la maquinaria del Reloj, fabricada por Servi Andalucía, (Actualmente parada y en desuso) y cuatro campanas; "San José" fabricada por José Cabrillo Mayor  , "La Caridad" fabricada por Campanas Rivera , "Jesus María y José" de fabricante anónimo, también conocida como "La Encarnación" y la más grande "Sagrado Corazón de Jesús" fabricada por Manuel Constantino y Linares, algunos Coineños la conocen como "Gorda" o "La María". La torre se remata con cubierta de tejas a cuatro aguas con alero de canecillos de doble nacela de tradición mudéjar. 